# Saint-Pierre-Aigle
Saint-Pierre-Aigle est une commune française située dans le département de l'Aisne, en région Hauts-de-France.

## Géographie

### Communes limitrophes

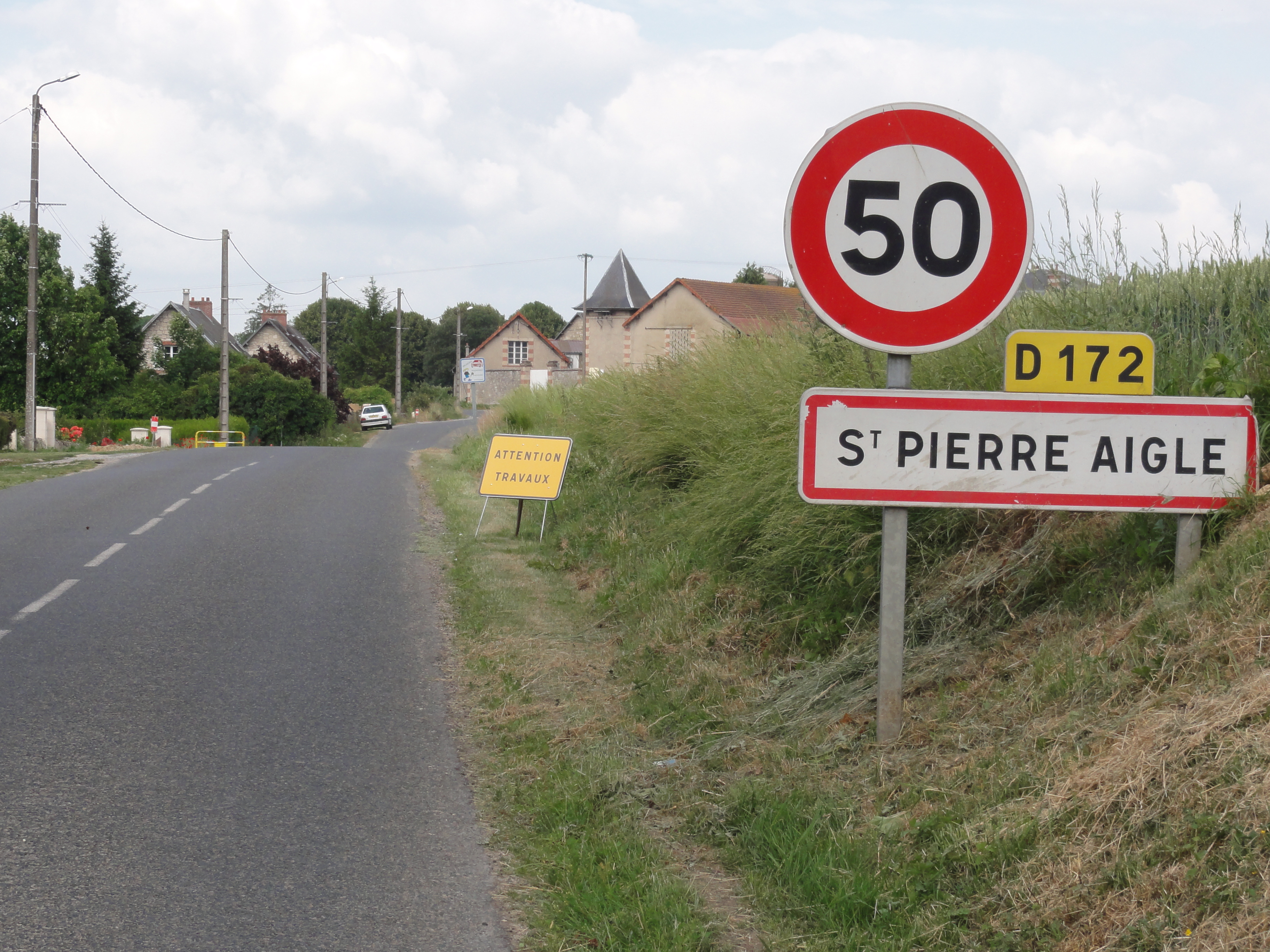
Entrée de Saint-Pierre-Aigle.
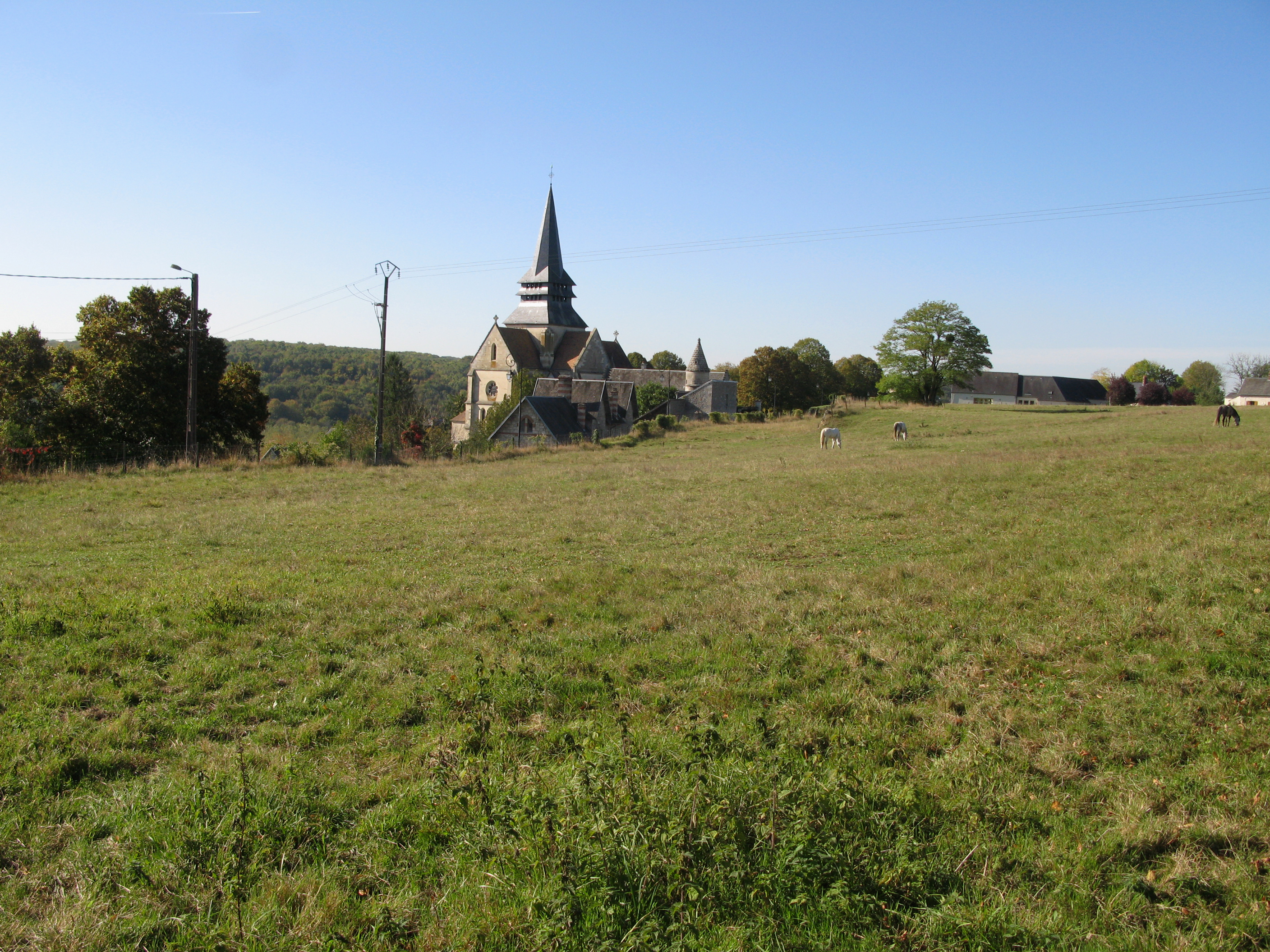
Panorama depuis l'entrée du village.

### Hydrographie
La commune est située dans le bassin Seine-Normandie. Elle est drainée par le ru de Saint-Pierre-Aigle et un autre petit cours d'eau,.

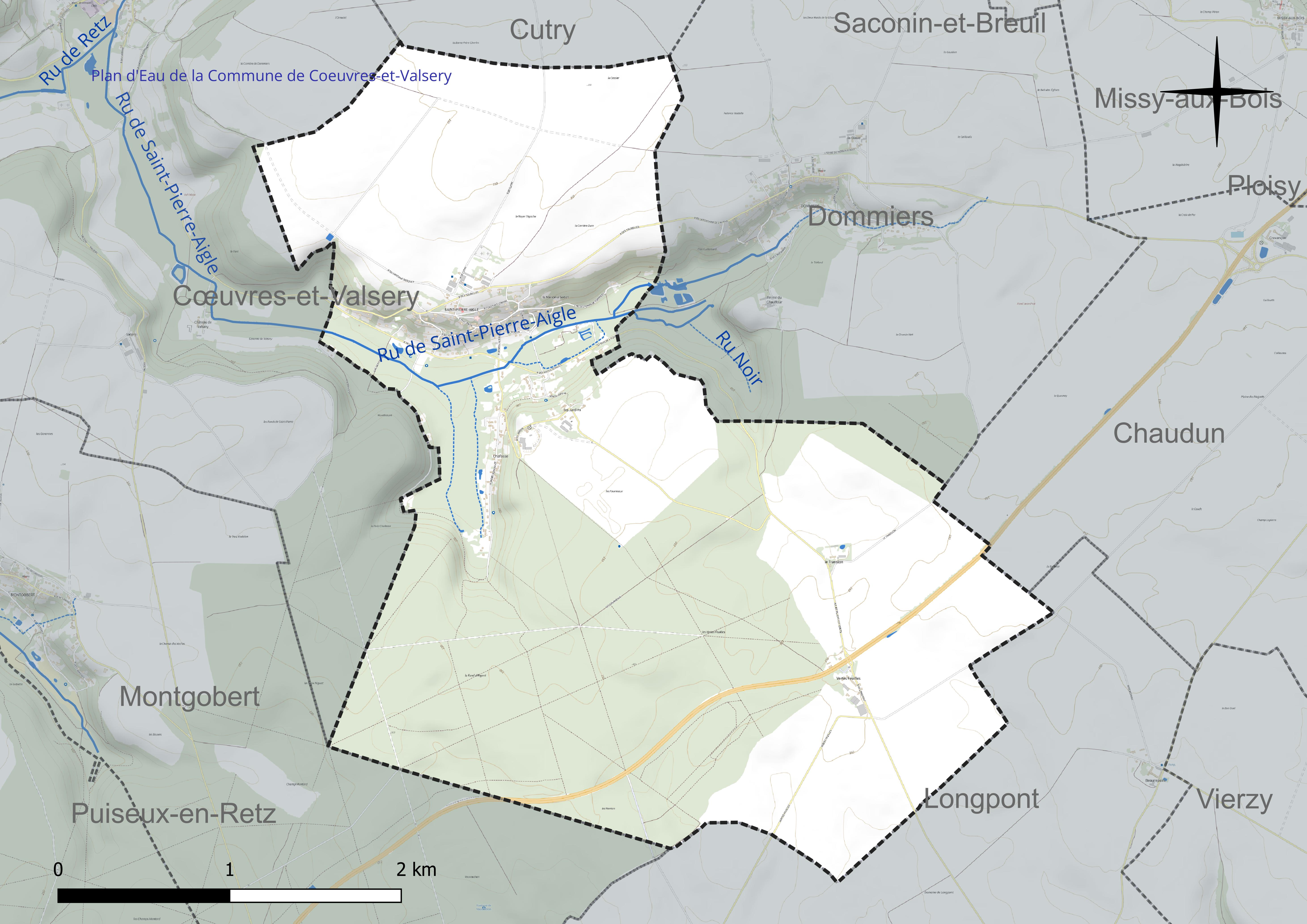
Réseau hydrographique de Saint-Pierre-Aigle.

### Climat
Pour des articles plus généraux, voir Climat des Hauts-de-France et Climat de l'Aisne.
En 2010, le climat de la commune est de type climat océanique dégradé des plaines du Centre et du Nord, selon une étude du CNRS s'appuyant sur une série de données couvrant la période 1971-2000. En 2020, Météo-France publie une typologie des climats de la France métropolitaine dans laquelle la commune est exposée à un climat océanique altéré et est dans la région climatique Nord-est du bassin Parisien, caractérisée par un ensoleillement médiocre, une pluviométrie moyenne régulièrement répartie au cours de l'année et un hiver froid (3 °C).
Pour la période 1971-2000, la température annuelle moyenne est de 10,5 °C, avec une amplitude thermique annuelle de 15,3 °C. Le cumul annuel moyen de précipitations est de 725 mm, avec 11,5 jours de précipitations en janvier et 8,6 jours en juillet. Pour la période 1991-2020, la température moyenne annuelle observée sur la station météorologique la plus proche, située sur la commune de Braine à 25 km à vol d'oiseau, est de 11,3 °C et le cumul annuel moyen de précipitations est de 662,7 mm,. Pour l'avenir, les paramètres climatiques de la commune estimés pour 2050 selon différents scénarios d'émission de gaz à effet de serre sont consultables sur un site dédié publié par Météo-France en novembre 2022.

## Urbanisme

### Typologie
Au 1er janvier 2024, Saint-Pierre-Aigle est catégorisée commune rurale à habitat dispersé, selon la nouvelle grille communale de densité à 7 niveaux définie par l'Insee en 2022.
Elle est située hors unité urbaine. Par ailleurs la commune fait partie de l'aire d'attraction de Soissons, dont elle est une commune de la couronne,. Cette aire, qui regroupe 92 communes, est catégorisée dans les aires de 50 000 à moins de 200 000 habitants,.

### Occupation des sols
L'occupation des sols de la commune, telle qu'elle ressort de la base de données européenne d'occupation biophysique des sols Corine Land Cover (CLC), est marquée par l'importance des territoires agricoles (46,9 % en 2018), en diminution par rapport à 1990 (48,4 %). La répartition détaillée en 2018 est la suivante : 
terres arables (46,9 %), forêts (40,3 %), zones urbanisées (6 %), milieux à végétation arbustive et/ou herbacée (4,6 %), mines, décharges et chantiers (2,2 %).
L'évolution de l'occupation des sols de la commune et de ses infrastructures peut être observée sur les différentes représentations cartographiques du territoire : la carte de Cassini (XVIIIe siècle), la carte d'état-major (1820-1866) et les cartes ou photos aériennes de l'IGN pour la période actuelle (1950 à aujourd'hui).

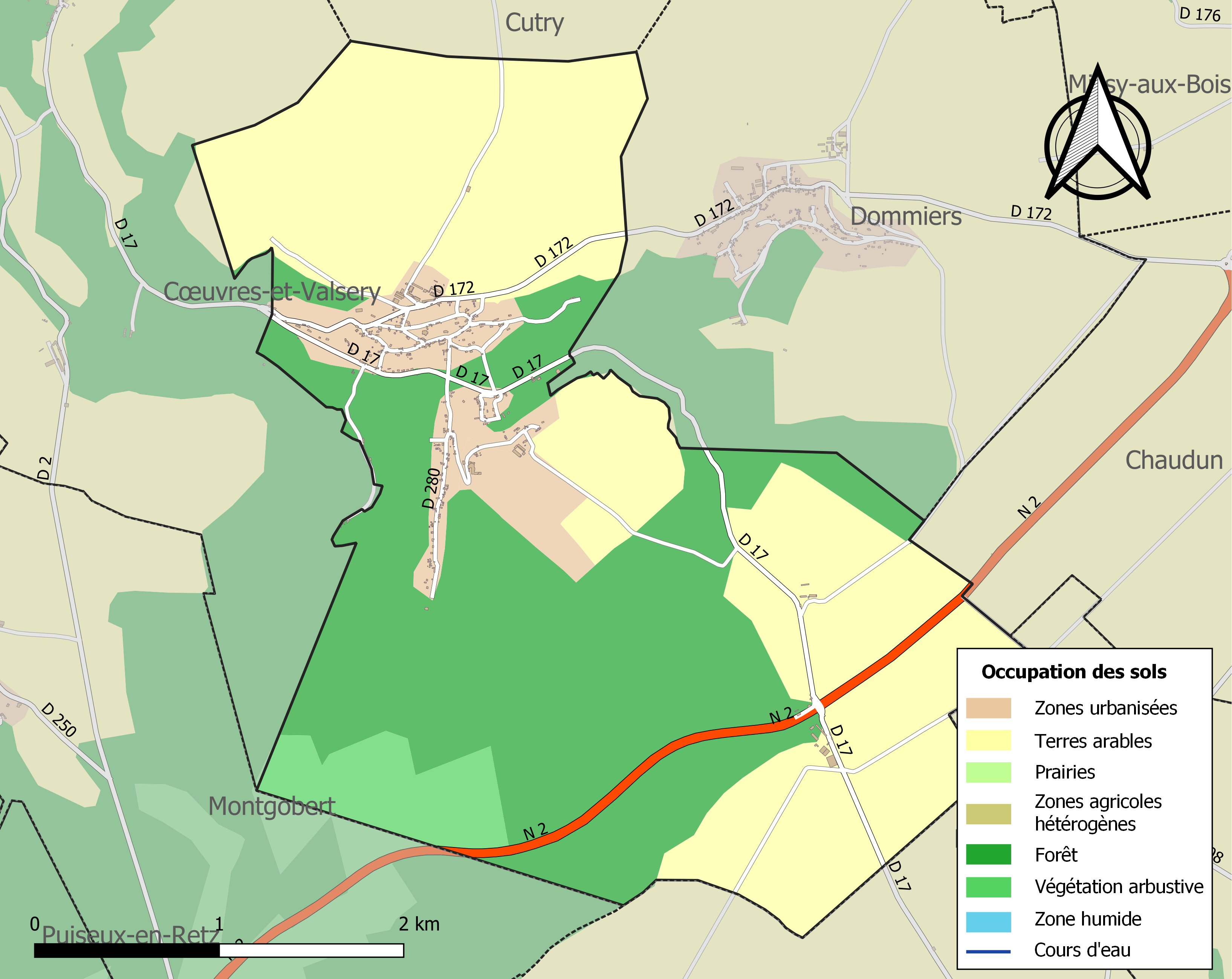
Carte de l'occupation des sols de la commune en 2018 (CLC).

## Toponymie
Le nom de la localité est attesté sous les formes Aquila (1175) ; villa que vocatur Aila (1206) ; Aile (1235) ; Ayle (1255) ; Ville de Saint-Pierre-à-Aile (1322) ; Aale (1365) ; Saint-Pierre-à-Aille (1366) ; Saint-Pierre-Aelle (1394) ; Saint-Pierre-Aille (1507) ; Sainct-Pierelle (1508) ; Sainct-Pierrelles (1549) ; Sainct-Pierre-Aigle (1551) ; Saint-Piarelle (1647) ; Saint-Pierresles (1702).
A l'origine la seigneurie de ce village se partageait entre deux fiefs : celui d'Aille dépendant du comté de Soissons et celui de Saint-Pierre de la châtellenie d'Oulchy.
La petite ville prit d'abord le nom d'Aille, pour s'appeler ensuite Saint-Pierrelle. La forme actuelle de Saint-Pierre-Aigle lutta longtemps avec sa contraction Saint-Pierrelle.
Saint-Pierre est un hagiotoponyme faisant référence à l'apôtre Pierre, l'église lui est dédiée.
Aquila (en 1175) « aigle », avait donné en ancien français aille (en 1366). La raison de l'appellation demeure à ce jour incertaine.

## Histoire
Le 31 mai 1918, Saint-Pierre-Aigle a été le point de départ de la première attaque des chars Renault en direction de Ploisy-Chazelle, pendant la seconde bataille de la Marne.

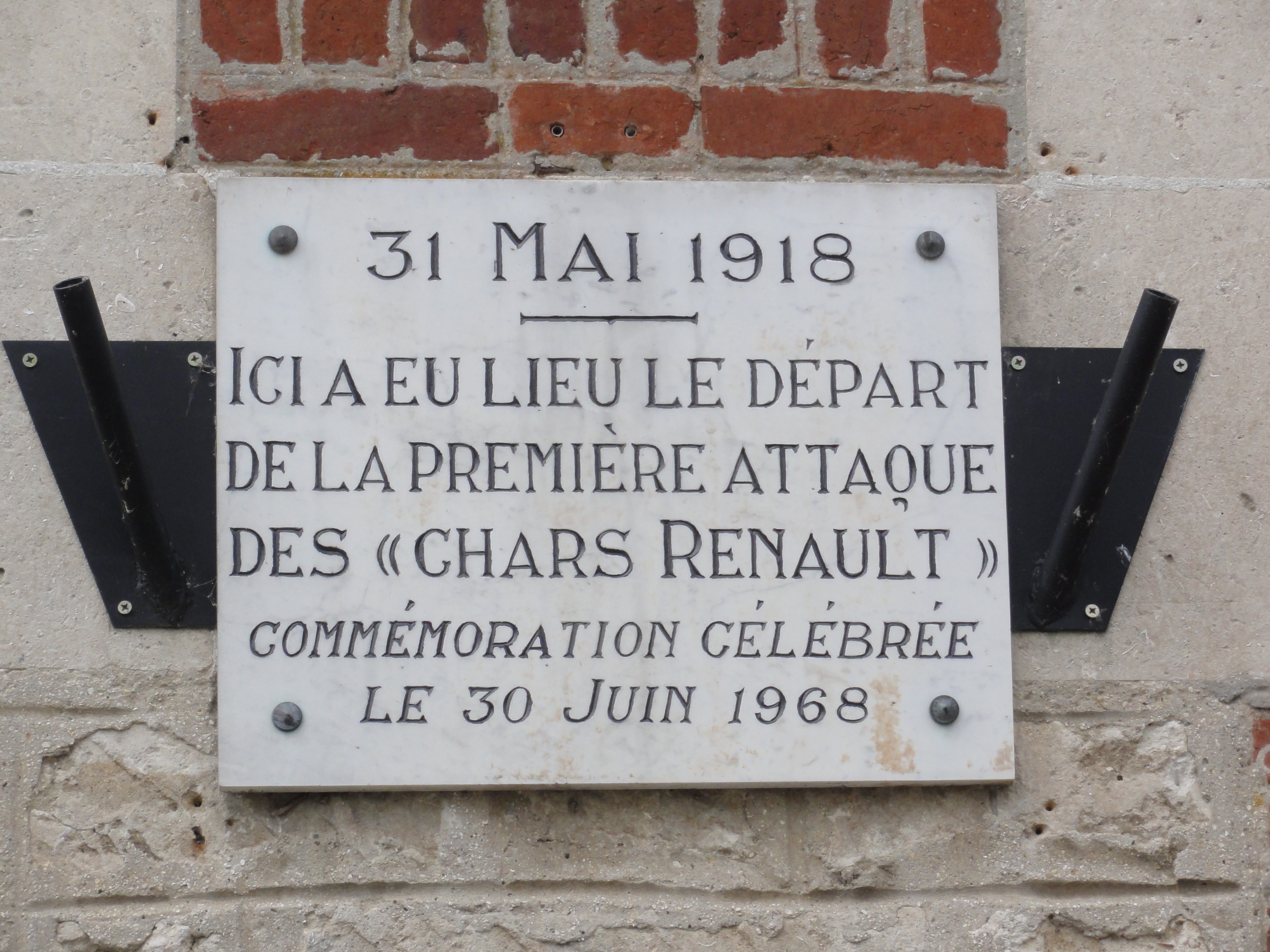
Plaque commémorative « Chars Renault » sur une maison au carrefour central de Saint-Pierre-Aigle.

## Politique et administration

### Découpage territorial
La commune de Saint-Pierre-Aigle est membre de la communauté de communes Retz-en-Valois, un établissement public de coopération intercommunale (EPCI) à fiscalité propre créé le 1er janvier 2017 dont le siège est à Villers-Cotterêts. Ce dernier est par ailleurs membre d'autres groupements intercommunaux.
Sur le plan administratif, elle est rattachée à l'arrondissement de Soissons, au département de l'Aisne et à la région Hauts-de-France. Sur le plan électoral, elle dépend du  canton de Vic-sur-Aisne pour l'élection des conseillers départementaux, depuis le redécoupage cantonal de 2014 entré en vigueur en 2015, et de la quatrième circonscription de l'Aisne  pour les élections législatives, depuis le dernier découpage électoral de 2010.

### Administration municipale
| Période                                  | Période                       | Identité     | Étiquette | Qualité                         |
| ---------------------------------------- | ----------------------------- | ------------ | --------- | ------------------------------- |
| Les données manquantes sont à compléter. |                               |              |           |                                 |
| mars 2001                                | En cours (au 13 juillet 2020) | Didier Bazin |           | Réélu pour le mandat 2020-2026, |

## Démographie
L'évolution du nombre d'habitants est connue à travers les recensements de la population effectués dans la commune depuis 1793. Pour les communes de moins de 10 000 habitants, une enquête de recensement portant sur toute la population est réalisée tous les cinq ans, les populations de référence des années intermédiaires étant quant à elles estimées par interpolation ou extrapolation. Pour la commune, le premier recensement exhaustif entrant dans le cadre du nouveau dispositif a été réalisé en 2008.

En 2022, la commune comptait 332 habitants, en évolution de −1,19 % par rapport à 2016 (Aisne : −1,97 %, France hors Mayotte : +2,11 %).
| 1793 | 1800 | 1806 | 1821 | 1831 | 1836 | 1841 | 1846 | 1851 |
| ---- | ---- | ---- | ---- | ---- | ---- | ---- | ---- | ---- |
| 364  | 429  | 449  | 557  | 671  | 681  | 674  | 651  | 673  |

| 1856 | 1861 | 1866 | 1872 | 1876 | 1881 | 1886 | 1891 | 1896 |
| ---- | ---- | ---- | ---- | ---- | ---- | ---- | ---- | ---- |
| 622  | 657  | 618  | 566  | 619  | 570  | 564  | 542  | 497  |

| 1901 | 1906 | 1911 | 1921 | 1926 | 1931 | 1936 | 1946 | 1954 |
| ---- | ---- | ---- | ---- | ---- | ---- | ---- | ---- | ---- |
| 499  | 434  | 428  | 189  | 495  | 366  | 364  | 340  | 301  |

| 1962 | 1968 | 1975 | 1982 | 1990 | 1999 | 2006 | 2008 | 2013 |
| ---- | ---- | ---- | ---- | ---- | ---- | ---- | ---- | ---- |
| 218  | 232  | 175  | 201  | 289  | 356  | 360  | 361  | 345  |

| 2018 | 2022 | - | - | - | - | - | - | - |
| ---- | ---- | - | - | - | - | - | - | - |
| 332  | 332  | - | - | - | - | - | - | - |

## Économie
- Carrière de Saint-Pierre-Aigle.

## Culture locale et patrimoine

### Lieux et monuments
- Église Saint-Pierre, monument historique.
- Monument aux morts, sur lequel sont gravés 36 noms[23].
- Une plaque commémorative de juin-juillet 1918 et des morts du 418e régiment d'infanterie sur l'église.
- Une plaque commémorative de la première attaque des « chars Renault ».

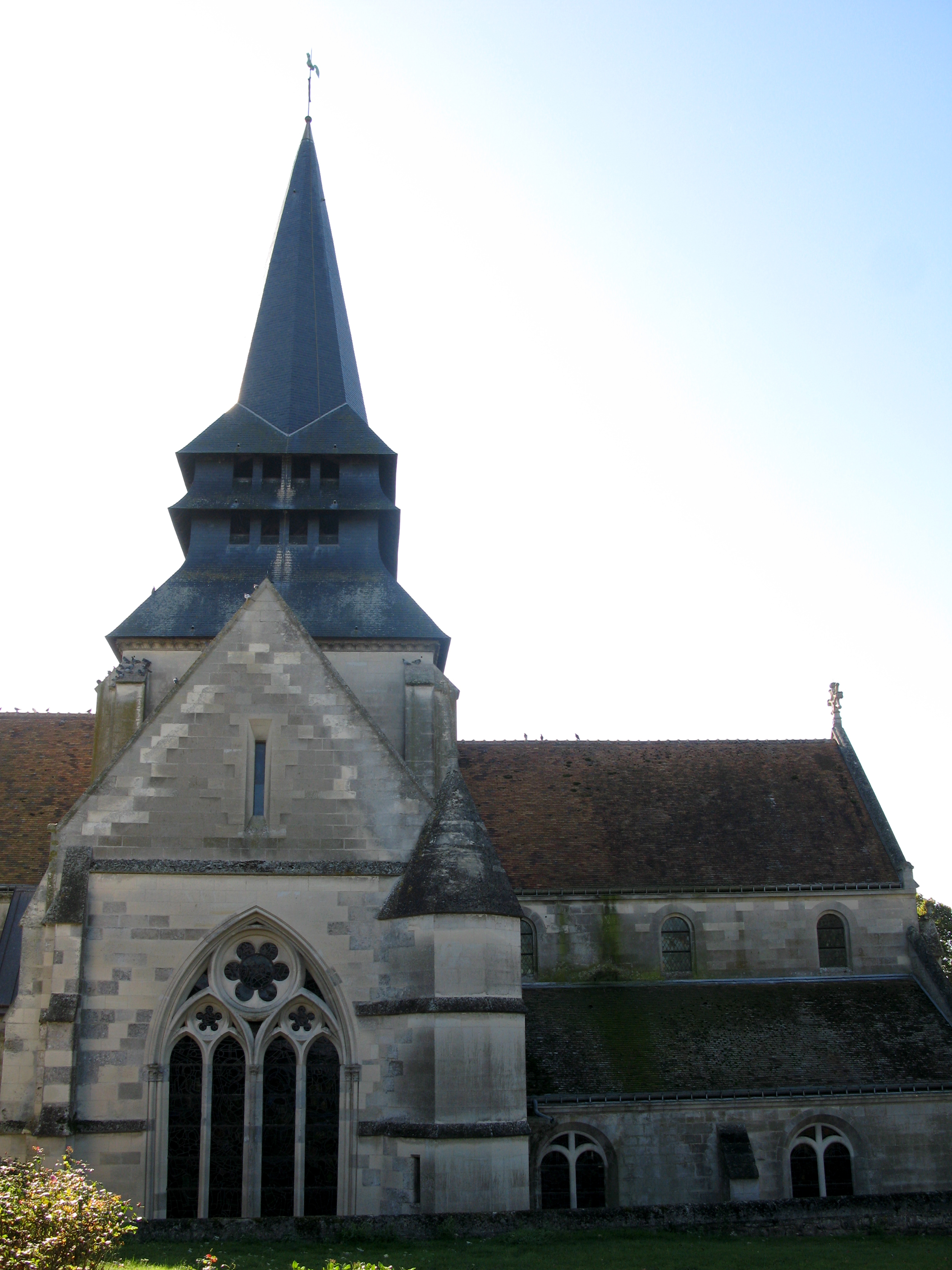
L'église Saint-Pierre.
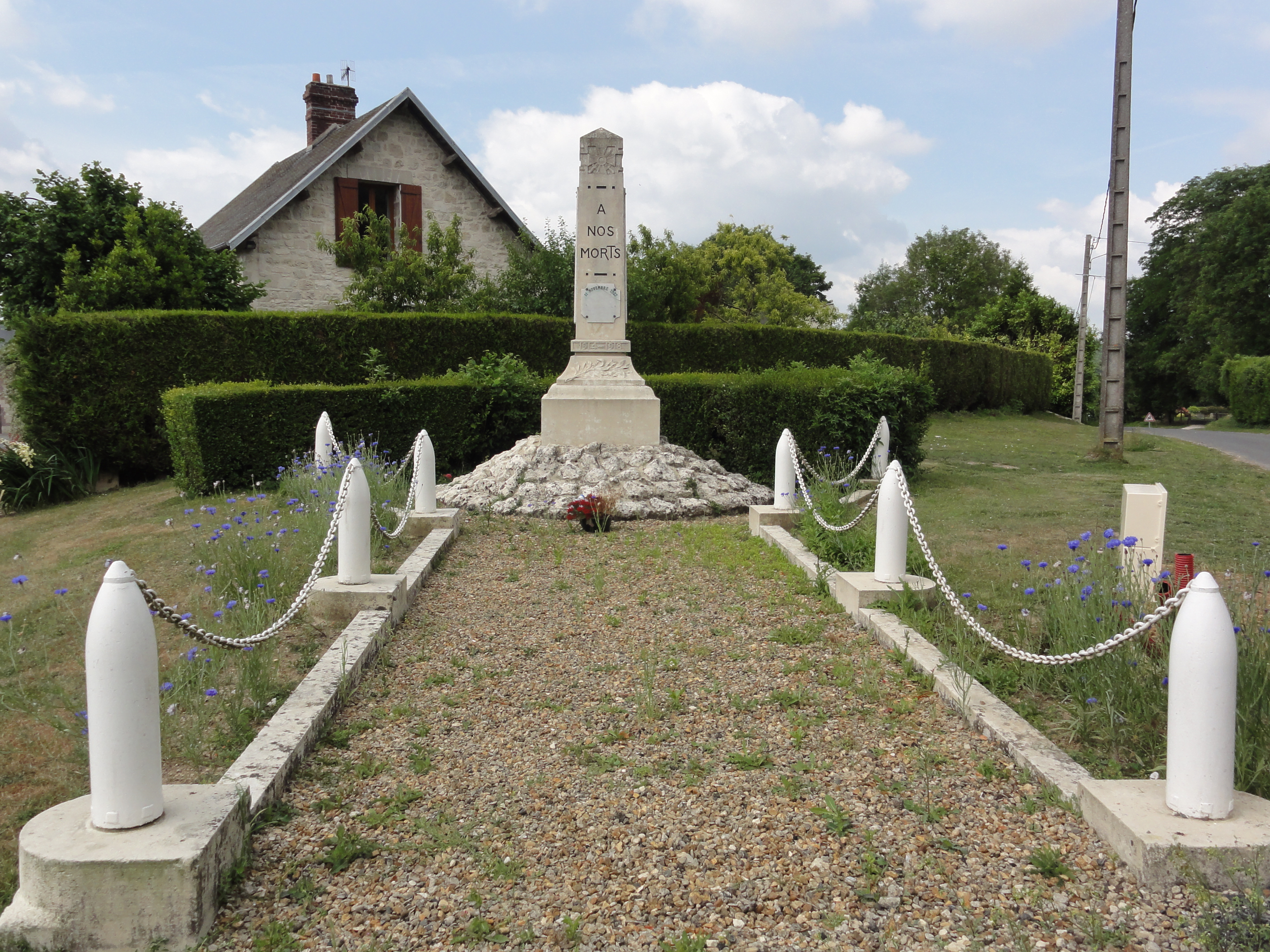
Le monument aux morts.
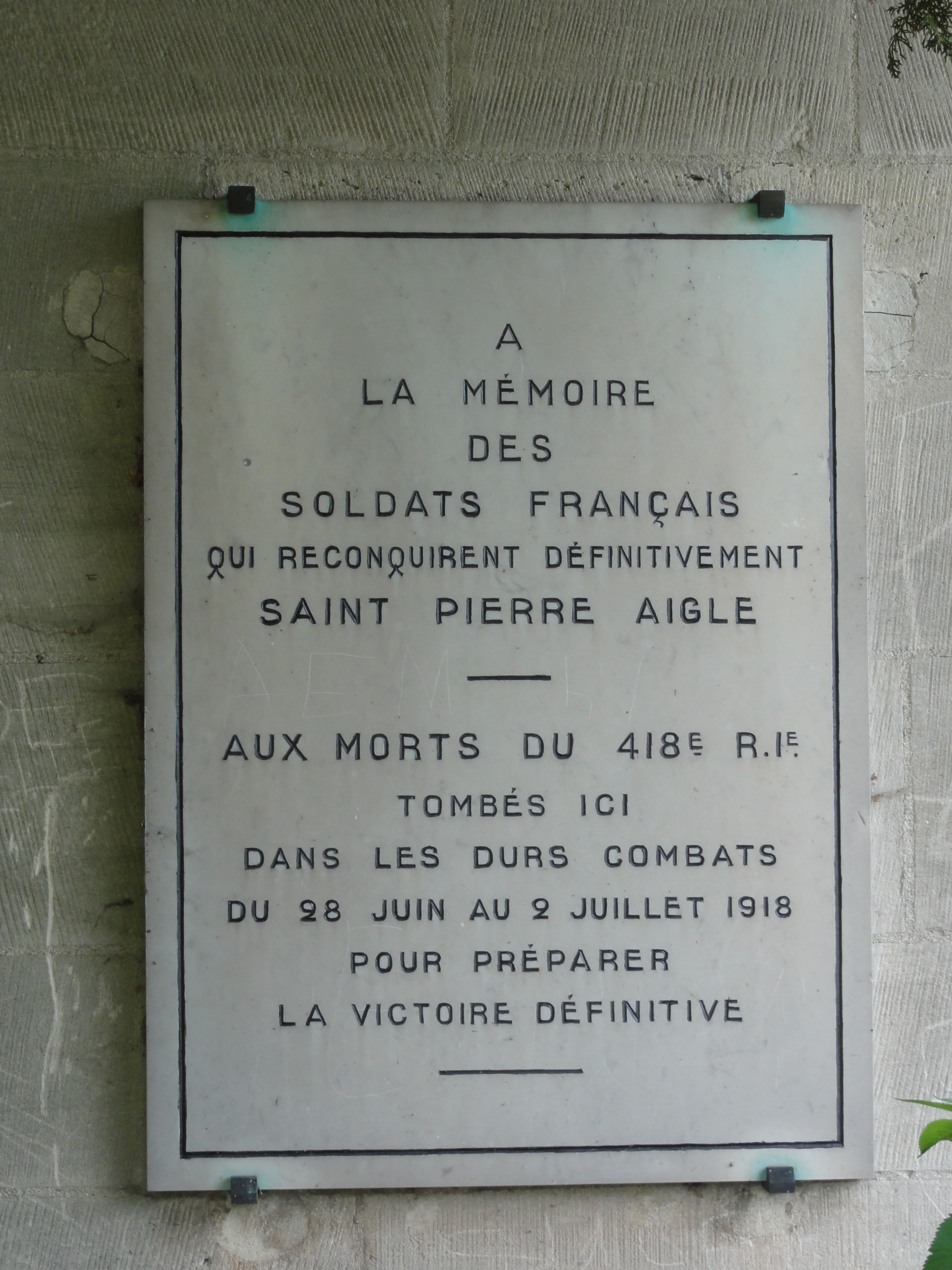
Plaque commémorative.

### Personnalités liées à la commune
- Théodore Eugène Lemaire (1785-1865), conseiller général et député de l'Oise.
- Maxime Lemaire (1786-1870), né à Saint-Pierre-Aigle, notaire, homme politique, député de l'Aisne à l'Assemblée constituante.
- François Flameng (1856-1923), peintre officiel de l'armée pendant la Grande Guerre, auteur de nombreux croquis et dessins sur les évènements s'étant produits dans ce village et publiés dans la revue L'Illustration.
- Joseph Petitbrouhaud (1894-1944), Résistant.

### Héraldique
| Blason de Saint-Pierre-Aigle | Blason  | Coupé : au 1er d'azur à deux clefs d'or passées en sautoir, au 2e d'or à l'aigle d'azur. |
| Blason de Saint-Pierre-Aigle | Détails | Blason officiel                                                                          |